# Hans Henning Schroll
Hans Henning Schroll (24. juni 1838 på Møllemosegård, Hillerslev Sogn, Fyn – 1. marts 1906 sammesteds) var en dansk gårdejer og politiker.
Han var søn af gårdejer Ludvig Schroll (1806-1866) og Johanne Kirstine født Hansen (1807-1891) og var gårdejer på Fyn. Han var i mange år sognerådsformand og blev den 6. august 1903 Dannebrogsmand. Han havde deltaget i den 2. Slesvigske Krig og bar også Erindringsmedaljen om Krigen 1864.
10. november 1870 blev han gift med Johanne Kirstine Jorgensen Aalund (25. november 1844 på Åbylund, Øster Hæsinge Sogn – 9. februar 1918 på Møllemosegård)